# いすゞ・ベレット
ベレット（BELLETT）は、いすゞ自動車が1963年（昭和38年）から1973年（昭和48年）まで製造、1974年（昭和49年）まで販売していた小型乗用車である。
技術者主導で設計製作が行われ、当時としては数々の新機軸を盛り込んだ、1960年代の日本車を代表する車種の1つ。外観は卵の殻をモチーフにスタイリングされた、丸みの強いコンパクトなものとなっている。1 tを切る軽い車体重量を生かしてモータースポーツでも活躍し、スカイライン台頭以前はサーキットを席巻した。

## 概要
車名の由来は同社の上級モデルであるベレルの小型版を意味する造語。
全体に平凡な設計のベレルとは異なり、当時の様々な新機軸が取り入れられており、個性の強い小型乗用車となっている。ことスポーツモデルにおいては日本初のディスクブレーキを採用している。また、四輪独立懸架による路面追従性の良さと、鋭いハンドリングとを兼ね備えていたこともあり、当時の日本車では破格の運動性能を持っており、「和製アルファロメオ」との異名もとった。日本で初めてGT（グランツーリスモ）を名乗ったモデルを設定したことでも知られる。
だが多くのいすゞ車の例に漏れずフルモデルチェンジの機会を得られなかったため、他社の新車攻勢下においても、市場のニーズを汲む抜本的な改良がなされないまま約10年もの長期にわたって生産が続けられた。そのため1970年代に入ると陳腐化により商品力向上が難しくなったのみならず、比較的幅の狭い小ぶりな車体が、競合モデルの大型化に伴って相対的に下位セグメントに相当してしまうギャップも生じた。末期は販売実績が低迷し、後の自動車排出ガス規制の影響で1973年（昭和48年）の生産終了を経て、1974年（昭和49年）9月に販売終了となる。いすゞ公式ウェブサイトによれば総生産台数は170,737台。うちGTは17,439台。このGTについては現在でも評価が高く、維持管理を続けている愛好家も多く、オーナーズクラブも存在する。
GTにおけるレースシーンでの活躍からクーペの印象が強いが、本来ファミリーカーとして想定されていた車種のため、販売の主力はセダンであった。

## 機構
駆動方式は後輪駆動。エンジンはガソリンエンジン車は1,300 cc、1,500 cc、1,600 cc 、1,800 ccで、OHV、SOHC、DOHCの各種が設定されていた。また、いすゞらしく1,800 ccディーゼルエンジンモデルも存在した。
サスペンションは、国産FR量産車としては早い段階で四輪独立懸架を採用している。前輪はダブルウィッシュボーン、後輪はダイアゴナルスイングアクスルという組み合わせであった。スイングアクスル式サスペンションは減速などで前荷重になると「ジャッキアップ現象」により強い逆キャンバーとなり、コーナリング時にタイヤのグリップ限界を越えた際のテールスライドが激しいという欠点があった。ピーキーな姿勢変化を好む層には好評だったが、同時に横転しやすい欠点もあった。これらの弱点に対し、1966年（昭和41年）以降は後輪をリーフリジッドタイプの固定軸とした「タイプB」が追加された。
ステアリングギアボックスは、当時の日本車では例の少ないラック・アンド・ピニオン式で、その応答性の高さが評価された。トランスミッションはエンジンサイズを考慮し、当時の標準仕様よりも1段多い4速MT を基本とするが、1965年には3速ATも設定された。
また、本車種はコラムシフトとフロアシフト 、ベンチシートとバケットシート、ドラムブレーキとディスクブレーキをそれぞれ組み合わせたモデルを用意したワイドセレクションとなっていたのも特徴の一つである。MTのフロアシフトは各段への収まりが良い、確実な操作性を特長としていた。

## 沿革
1963年（昭和38年）6月17日プレス発表、同年11月20日発売。ヒルマン・ミンクスより下の車格の新型車として開発された小型乗用車で、当初は丸形2灯ヘッドランプの1,500 cc OHVのPR20と、1,800 ccディーゼルのPRD10の2種類を設定。車体は2ドアと4ドアのセダンが用意された。
1964年（昭和39年）4月、廉価版となる1,300 cc OHVのPR10がラインナップに加わる。
1965年（昭和40年）9月、AT車追加。
1966年（昭和41年）4月、丸形4灯ヘッドランプにフェイスリフト。また、1,300 ccおよび1,500 cc OHVエンジンと、後輪リーフリジッドサスペンションを組み合わせた「タイプB」ことPR30とPR40が設定された。これらの違いは、異型角形2灯ヘッドランプとハイデッキとなったリアスタイルで判別できる。タイプBの4ドアセダンには小型タクシー需要を狙った「営業車」も設定され、ガソリン、ディーゼルの2種類のエンジンが選べた。
1968年（昭和43年）4月、1,600 cc OHVモデルのPR50が追加されるが、1969年（昭和44年）9月にはGTを含む1,600 cc車全車とともにSOHC化、1971年（昭和46年）10月のフェイスリフト時に1,800 cc SOHC車であるPR60が投入されると、PR10 - 40およびPRD10が廃止される。以後、フローリアンにディーゼルが設定される1977年（昭和52年）まで、いすゞのディーゼル乗用車は空白期を迎える。また、設定がなくなっていた1,600 cc OHVエンジン搭載車が1600スペシアルとして復活する。
1971年（昭和46年）10月、マイナーチェンジ。フロントグリルがブラックマスクとなり、フロントバンパーの取り付け位置が変更され、フロント周辺がGTに類似した意匠となったほか、ヘッドライトにプラスチックのガーニッシュが付く。テールランプも大型化され、正方形の4灯となる。
1973年（昭和48年）10月、生産終了。同年9月をもって販売終了となった。後継はベレットジェミニ→ジェミニ）。
なお、一時期ピックアップトラックのワスプと、ライトバンのベレットエキスプレスが存在したが、これらは外観こそベレットに準じているが、独立したフレームを持ち、乗用車としてのベレットシリーズとは全くの別物である。生産ラインもいすゞ藤沢工場ではなく、大和市の車体工業に置かれていた。

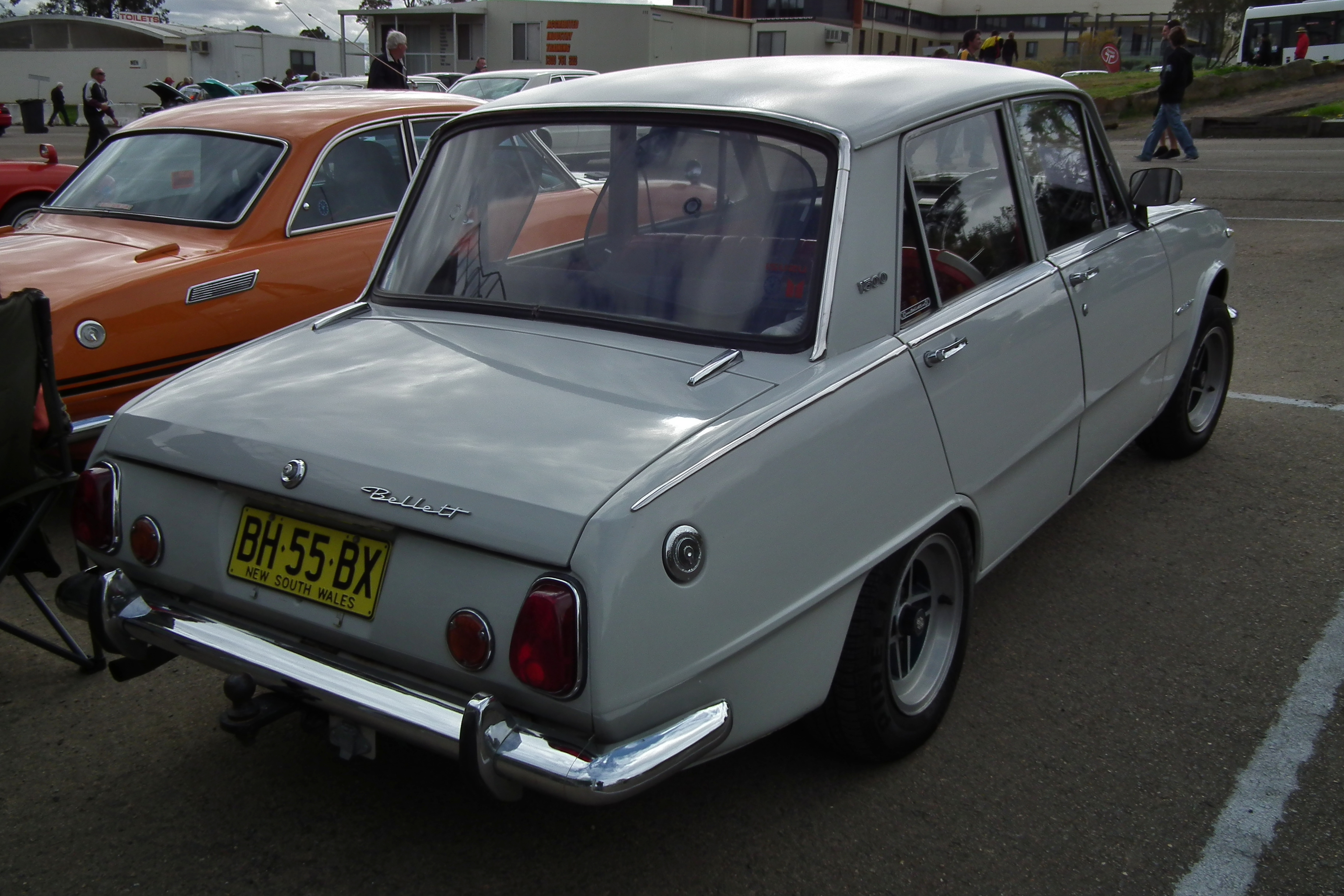
初期型リア（1965年）
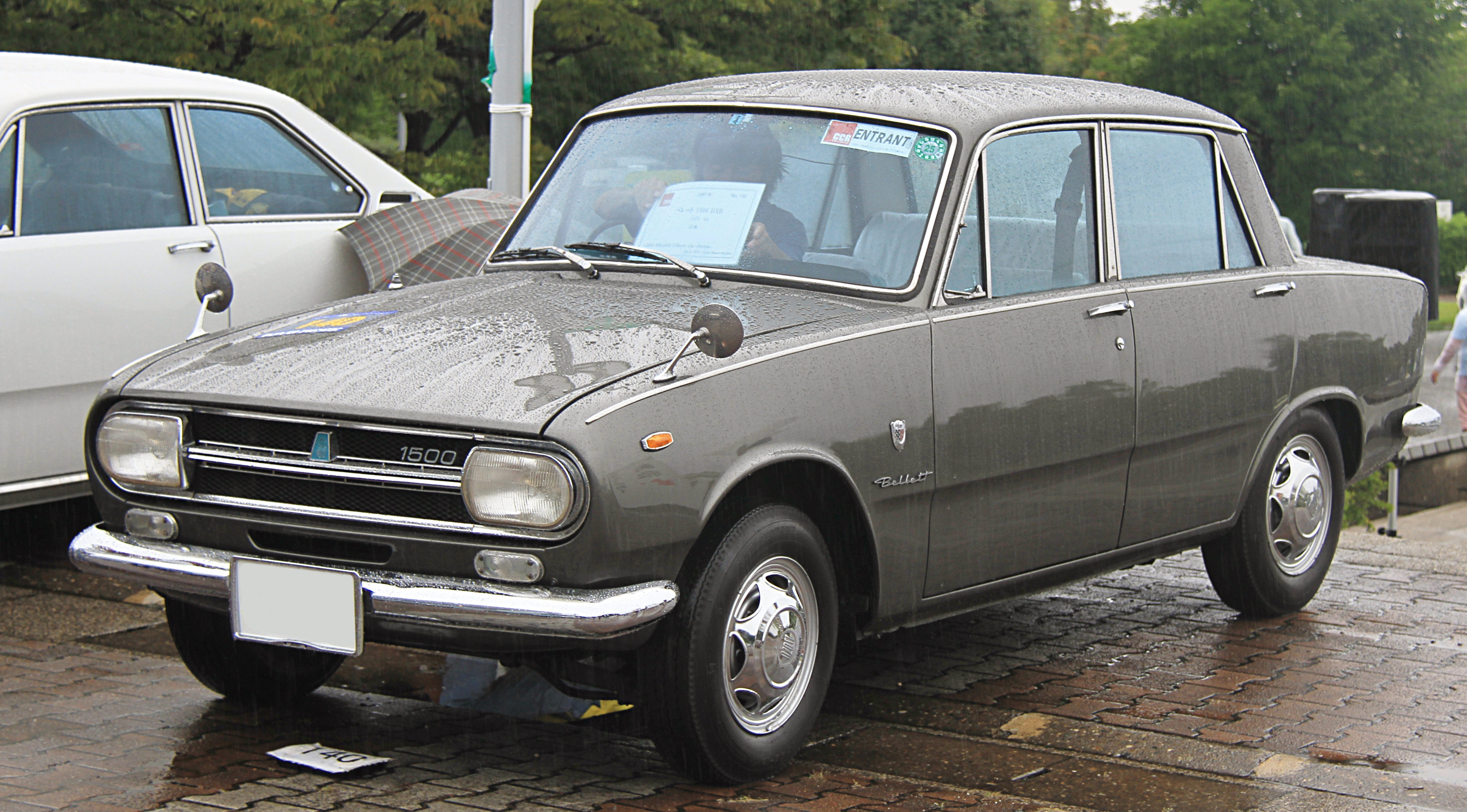
Bタイプ（1967年）
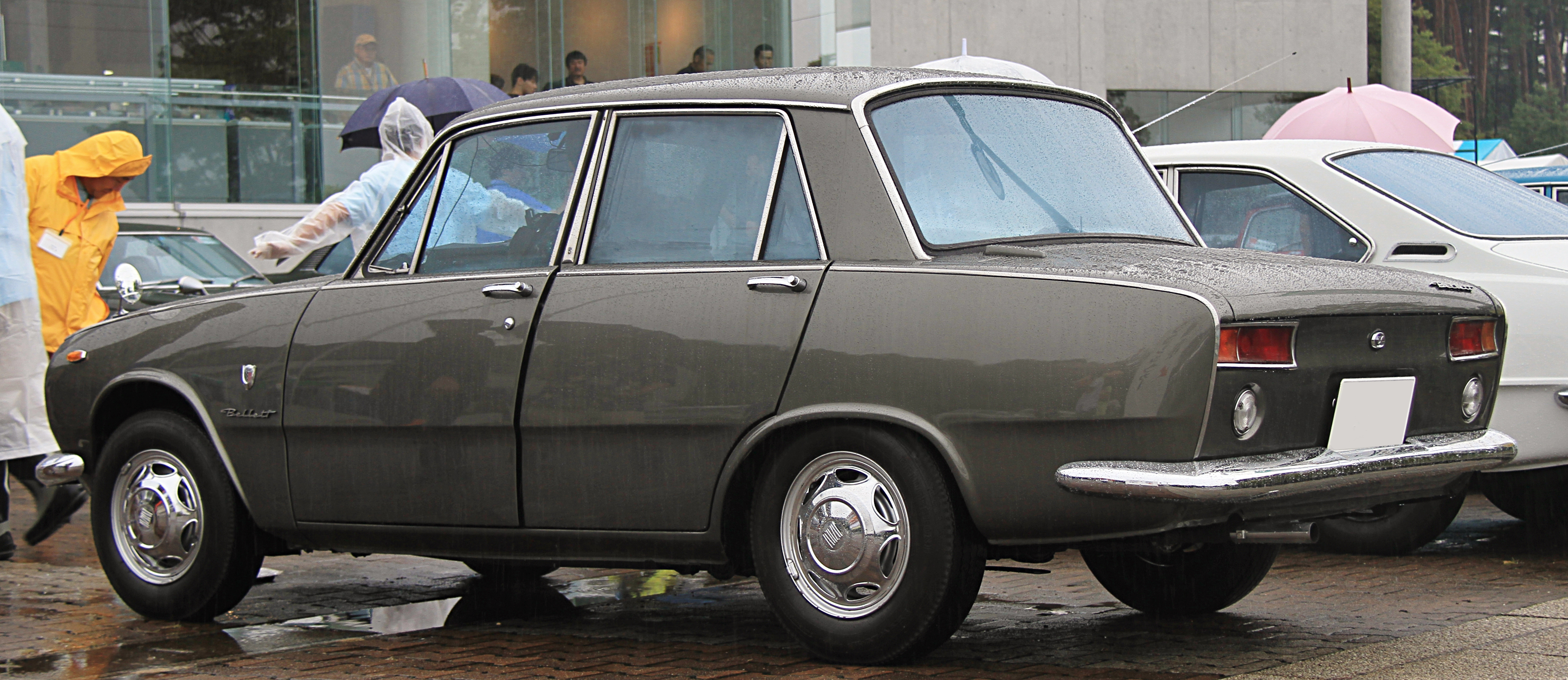
Bタイプ　リア（1967年）
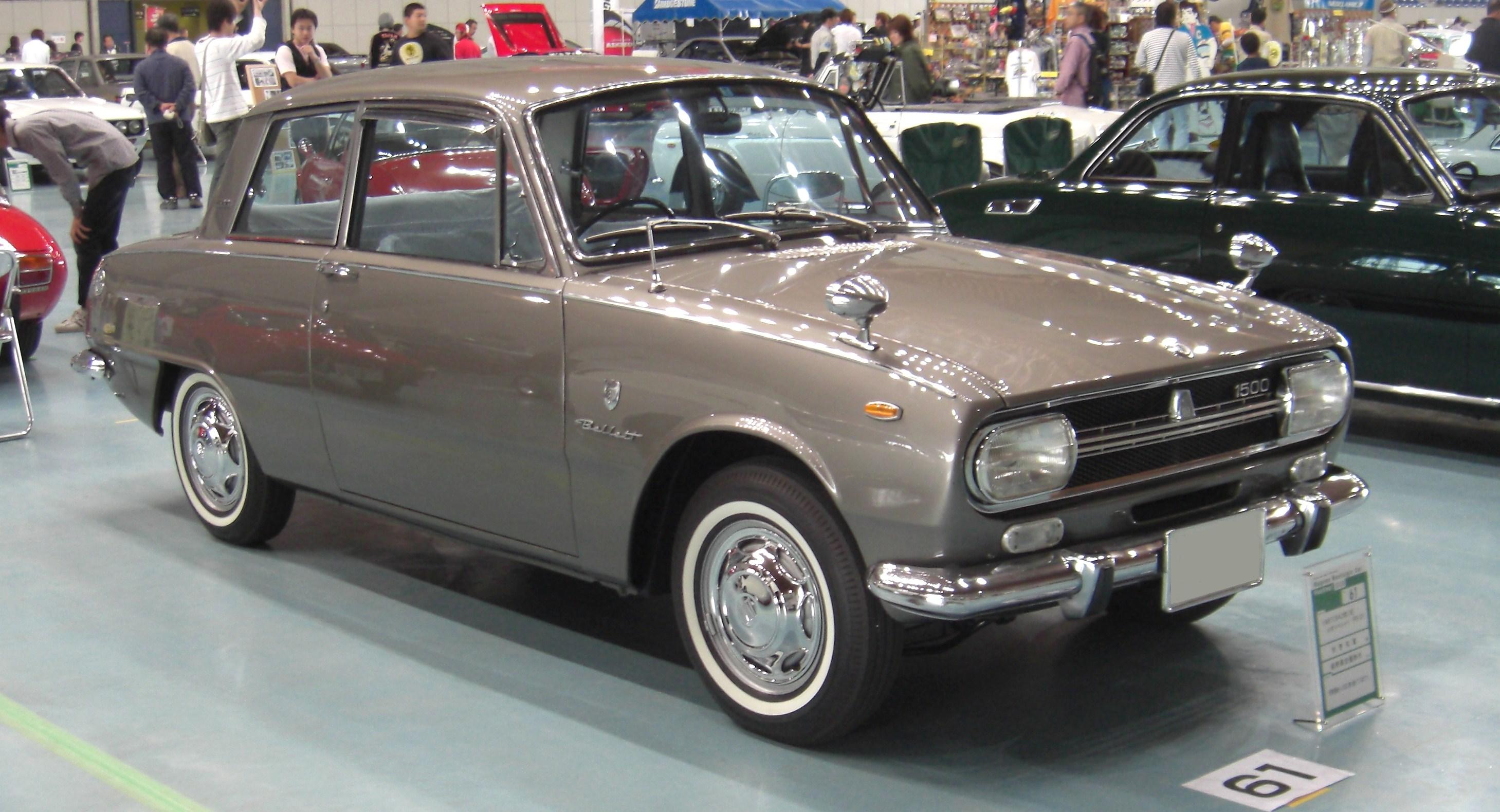
1500 2ドア Bタイプと同じ角形ヘッドランプを採用した仕様。
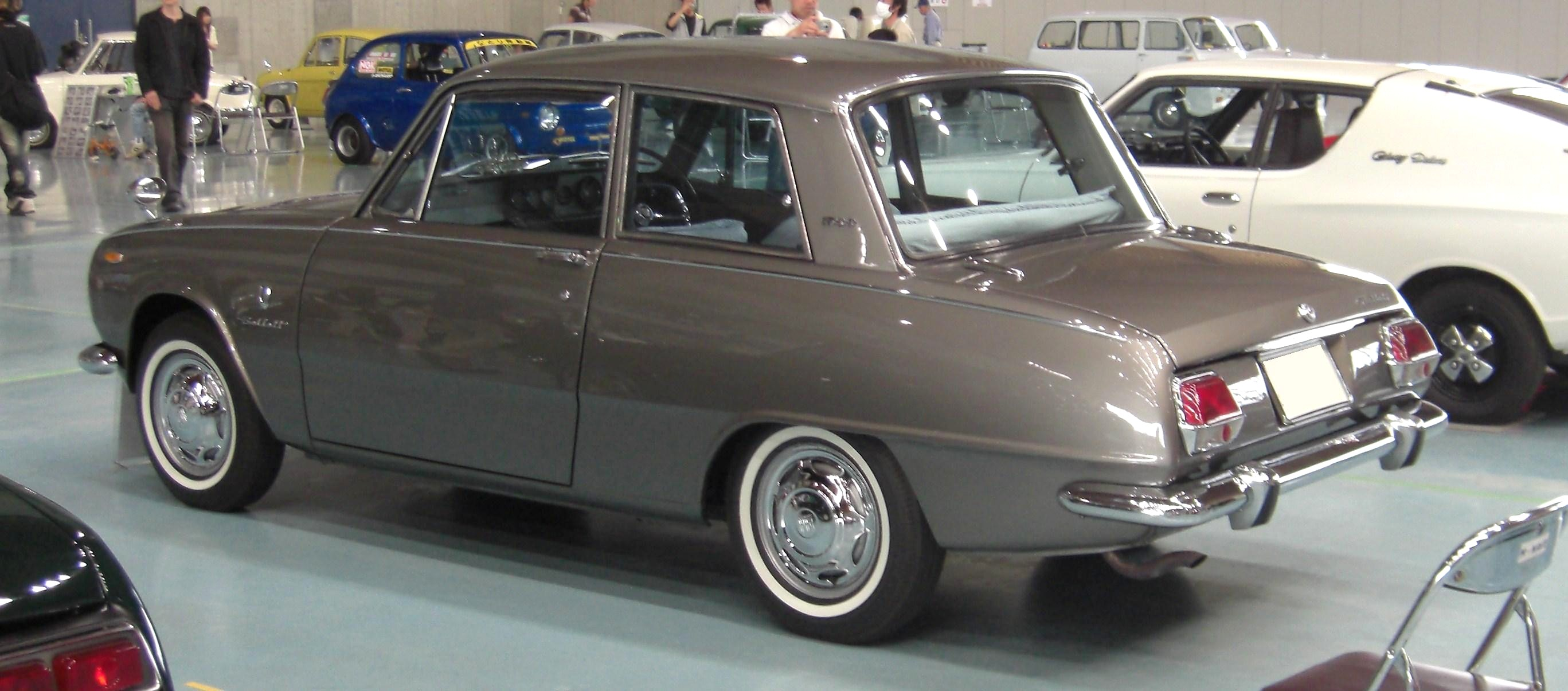
1500 2ドア リア
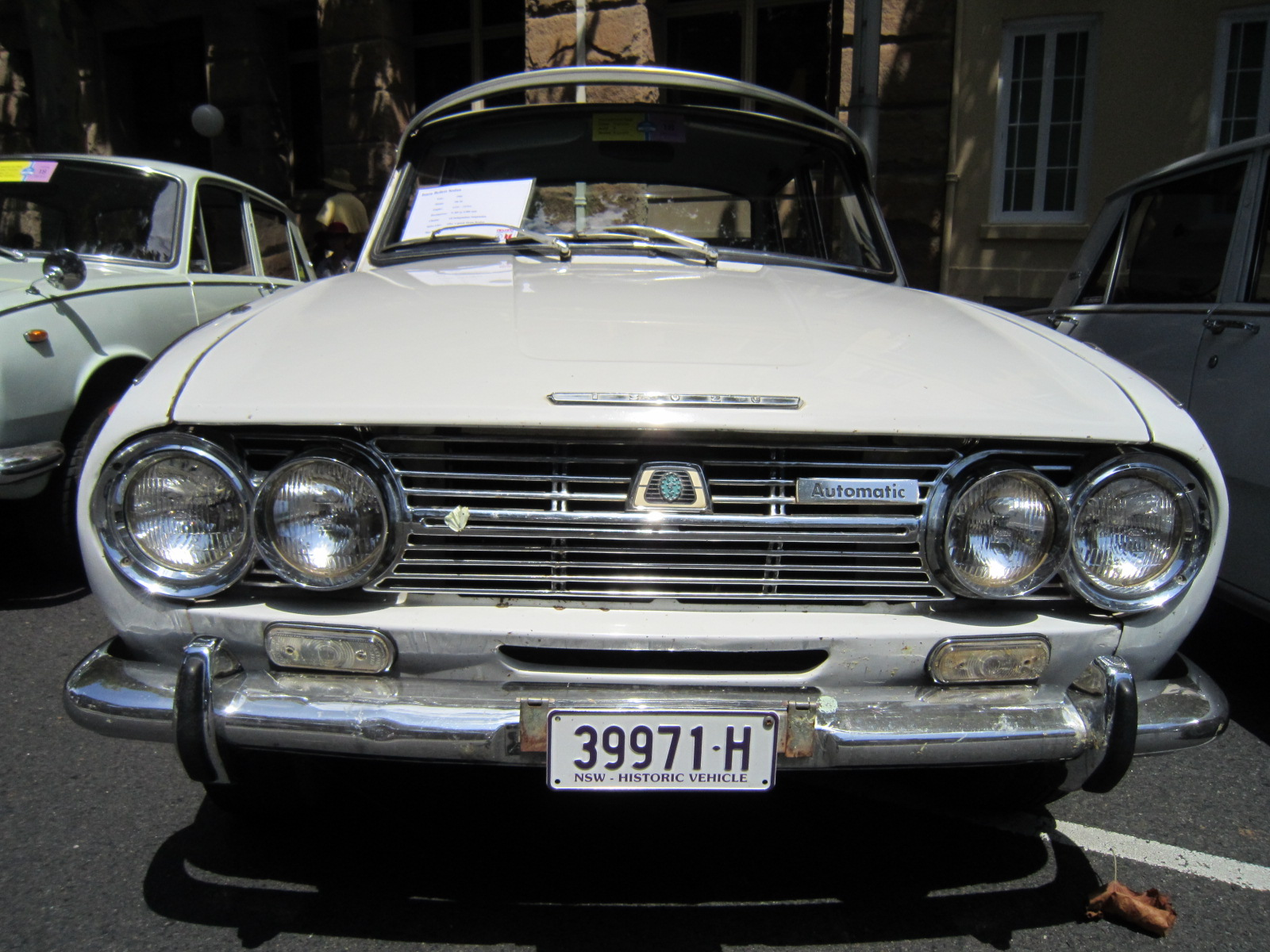
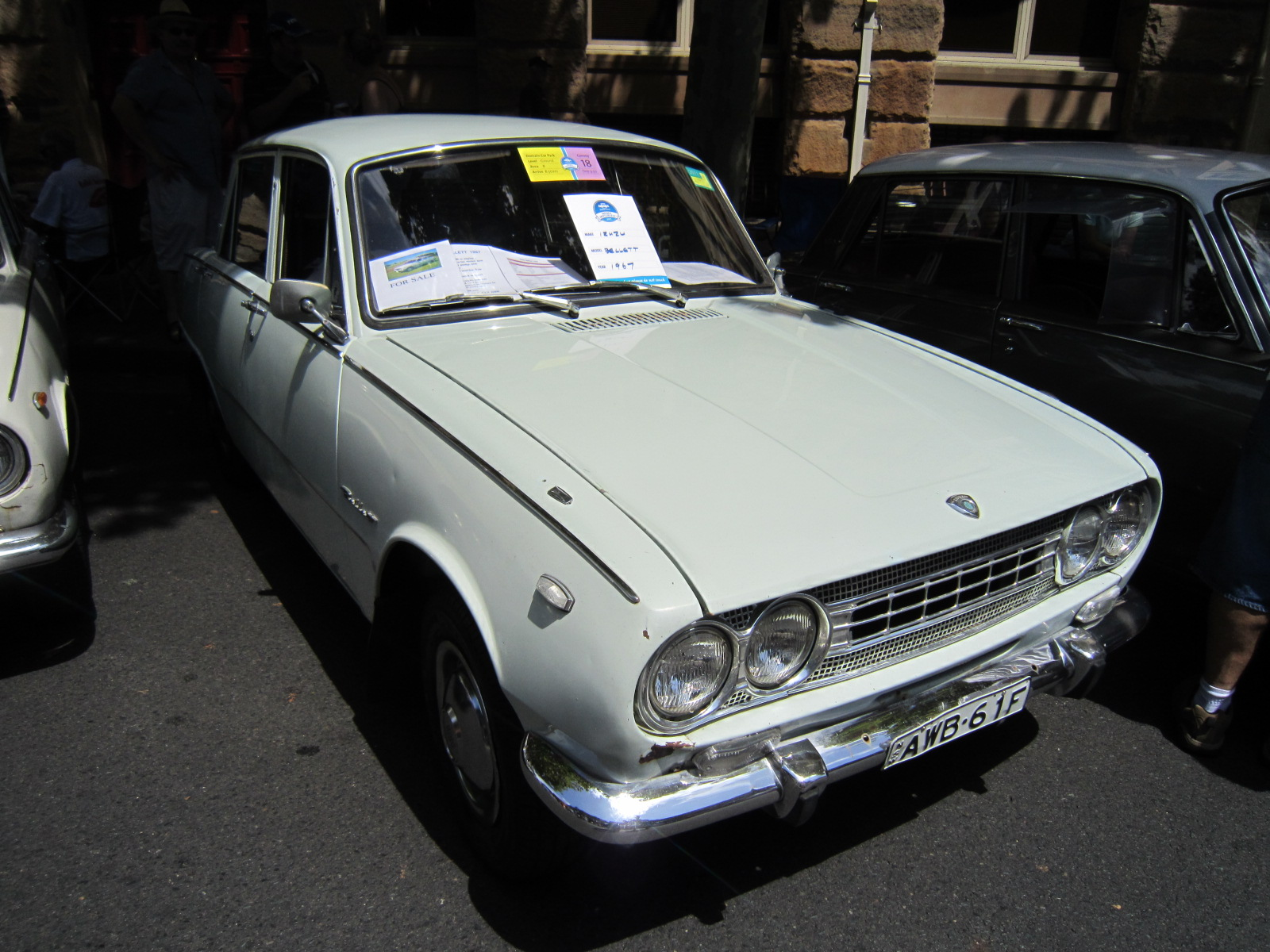
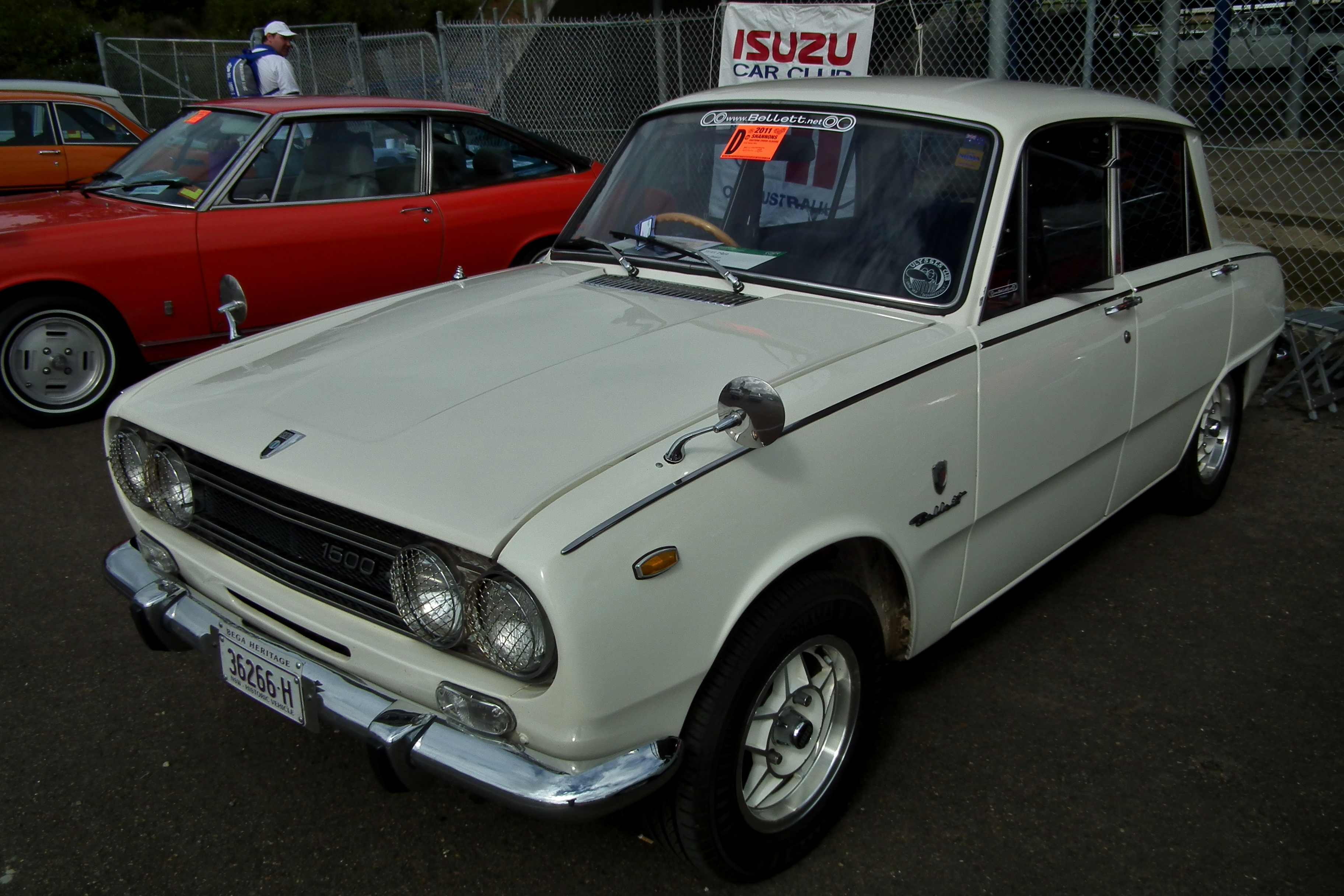
1969年
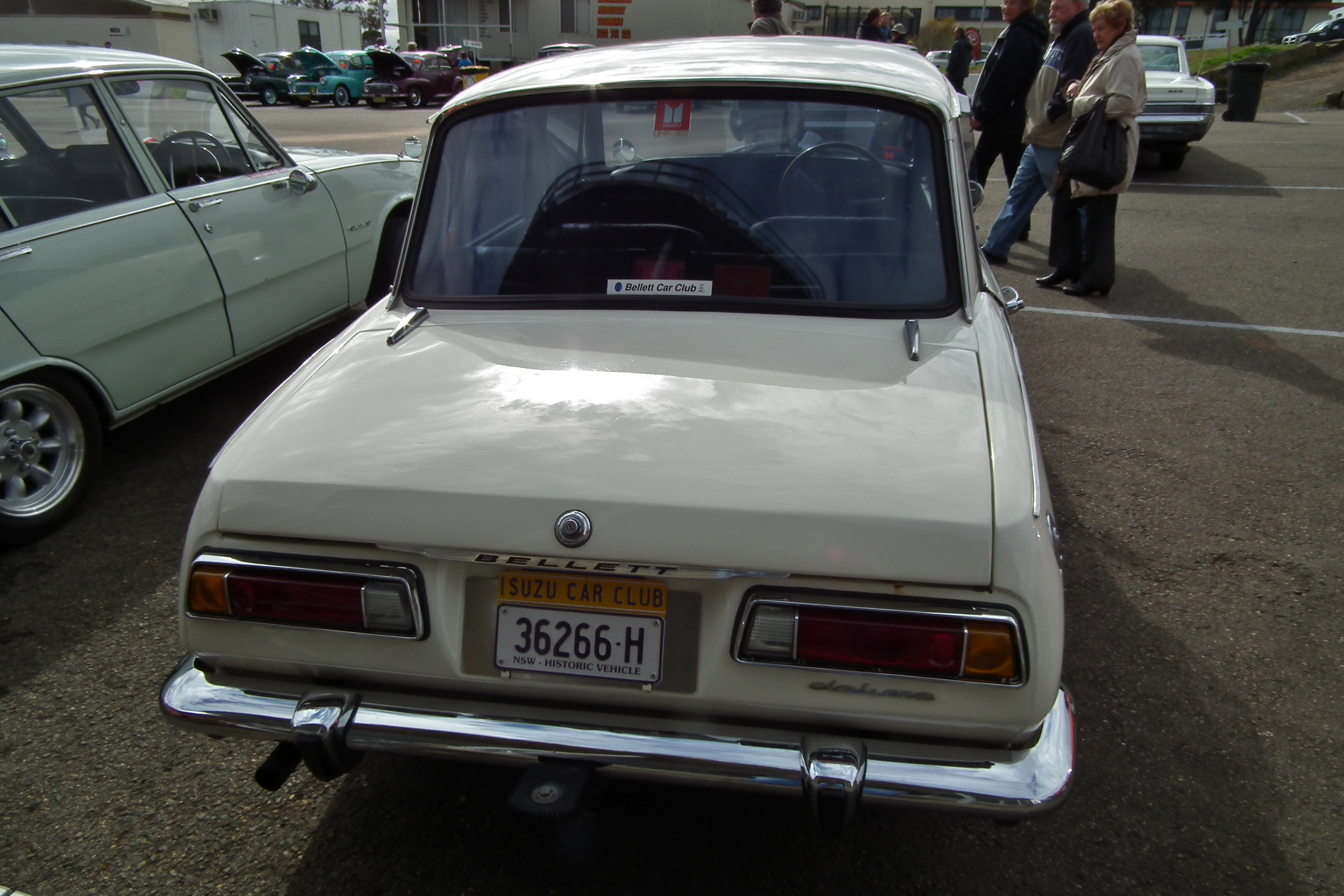
リア
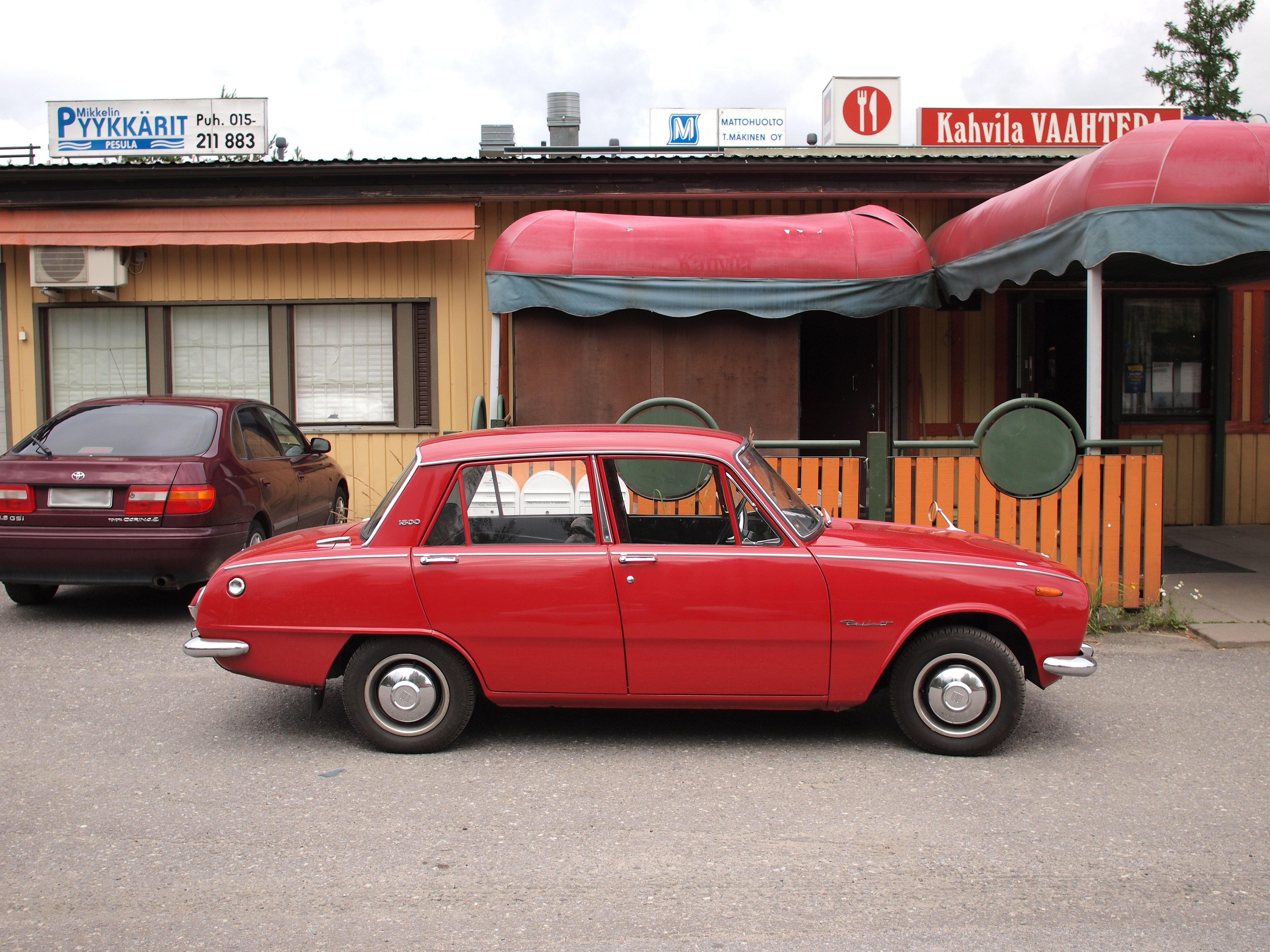
4ドアセダン
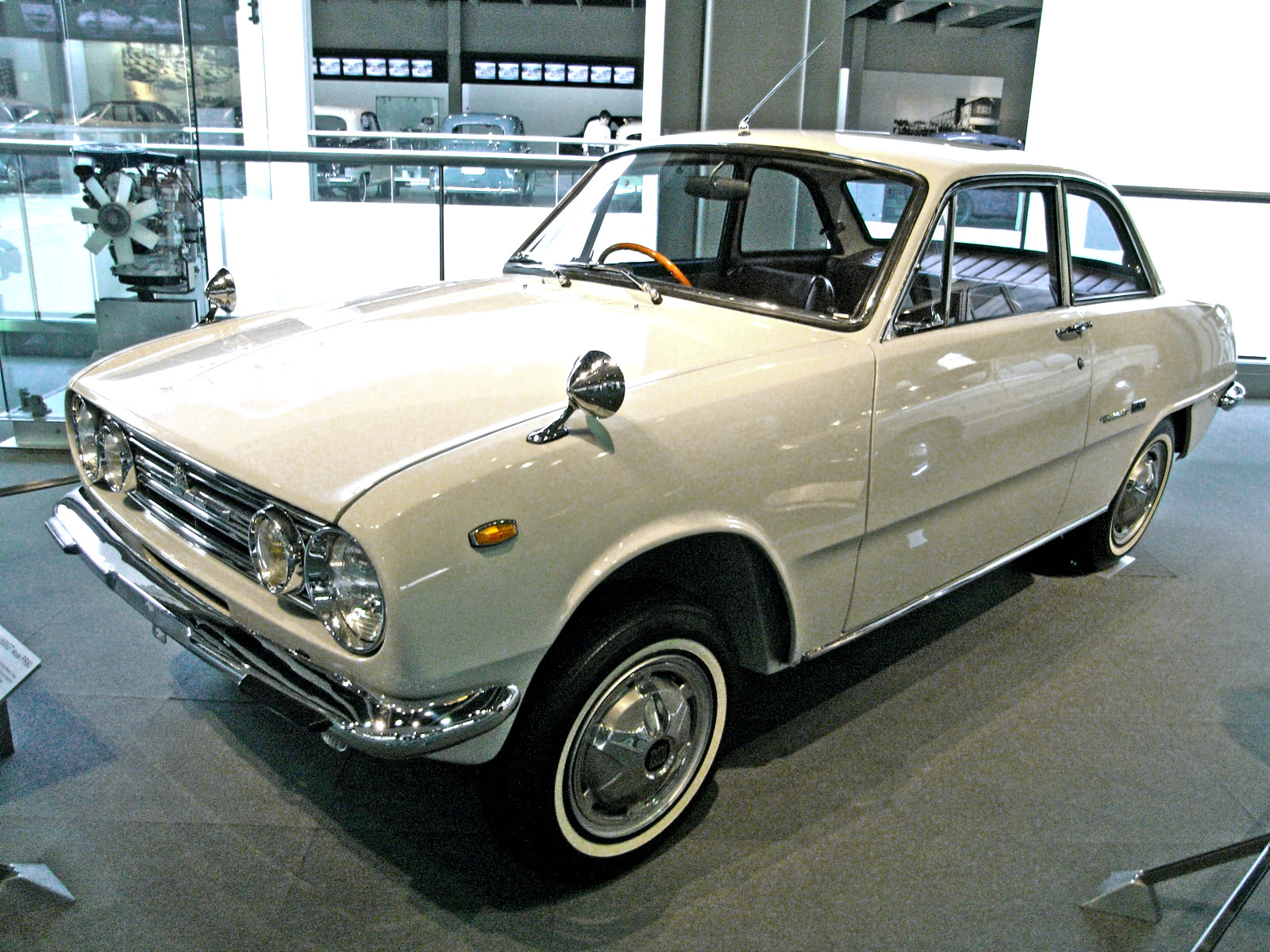
初期型

### GT
1963年10月の第10回全日本自動車ショウにおいて、PR20をベースとした2ドアクーペの「ベレット1500GT」が発表され、翌1964年4月に「ベレット1600GT」（PR90）として市販された。通称は「ベレG」。
日本車では初となるGT（グランツーリスモ）であり、また日本初のディスクブレーキ採用車でもある。エンジンは高トルク形SUツインキャブ1,600ccOHVを新規に設計、車体もキャビン後部が流線型のクーペボディとなり、全高もセダンと比較して40mm低下した。フェンダーミラーは当初より流線型の独特な形状で、「ベレットミラー」「ベレGミラー」と呼ばれる。
- 1964年9月 - フロントグリルがGT専用のものに変更され、フロントにディスクブレーキが装備された。また、この時1500GTと1500クーペも設定されたが、共に翌年製造中止となる。
- 1967年9月 - フェイスリフト。丸形2灯ヘッドライトとなる。
- 1967年9月 - それまで3ベアリングだったエンジンを5ベアリングに強化し、出力が90psに向上。これにより型式もPR91となる。また、車体をファストバックとした受注生産モデルのPR91Gが加わる。全車丸型4灯ヘッドライトとなり、横長のコンビネーションテールランプが採用される。これ以降、ファストバックを除きフロントグリルおよび灯火類はセダンと共通となる。
- 1969年9月 - エンジンがSOHC化。
- 1969年11月 - GTシリーズの最上位モデル「ベレットGTR」（PR91W）を追加。同年8月の鈴鹿12時間耐久レースで優勝を飾った「ベレットGTX」をプロトタイプとする。エンジンは117クーペ用のミクニ製ソレックスキャブ2連装の1,600ccDOHCに換装、サスペンションも前後輪とも強化スプリングとし、ブレーキにサーボを追加するなどサーキットでの技術をフィードバックしている。外観上の特徴は2分割されたフロントバンパーと標準装備のフォグランプ。黒のツートンカラーと専用のサイドストライプもオプションカラーとして用意された。
- 1970年11月 - 1,800ccSOHCを搭載し足回りを小変更したPR95が登場。翌年、PR91およびPR91Gの生産が中止される。
- 1971年10月 - マイナーチェンジ。「GTR」は「GT typeR」に名称変更。フロントグリルがブラックマスクとなり、テールランプもより大型で視認性の良いものに変更される。また、圧縮比を8.7に落としカムプロフィールを変更、ロチェスターのシングルキャブを装備し、サスペンションを同時期販売の1600スペシアルと同等とした「1800GTN」（PR95N）を追加。
- 1973年3月 - GTシリーズ全車が生産終了。
- 1973年6月 - GT typeRが販売終了。
- 1973年9月 - GTが販売終了。

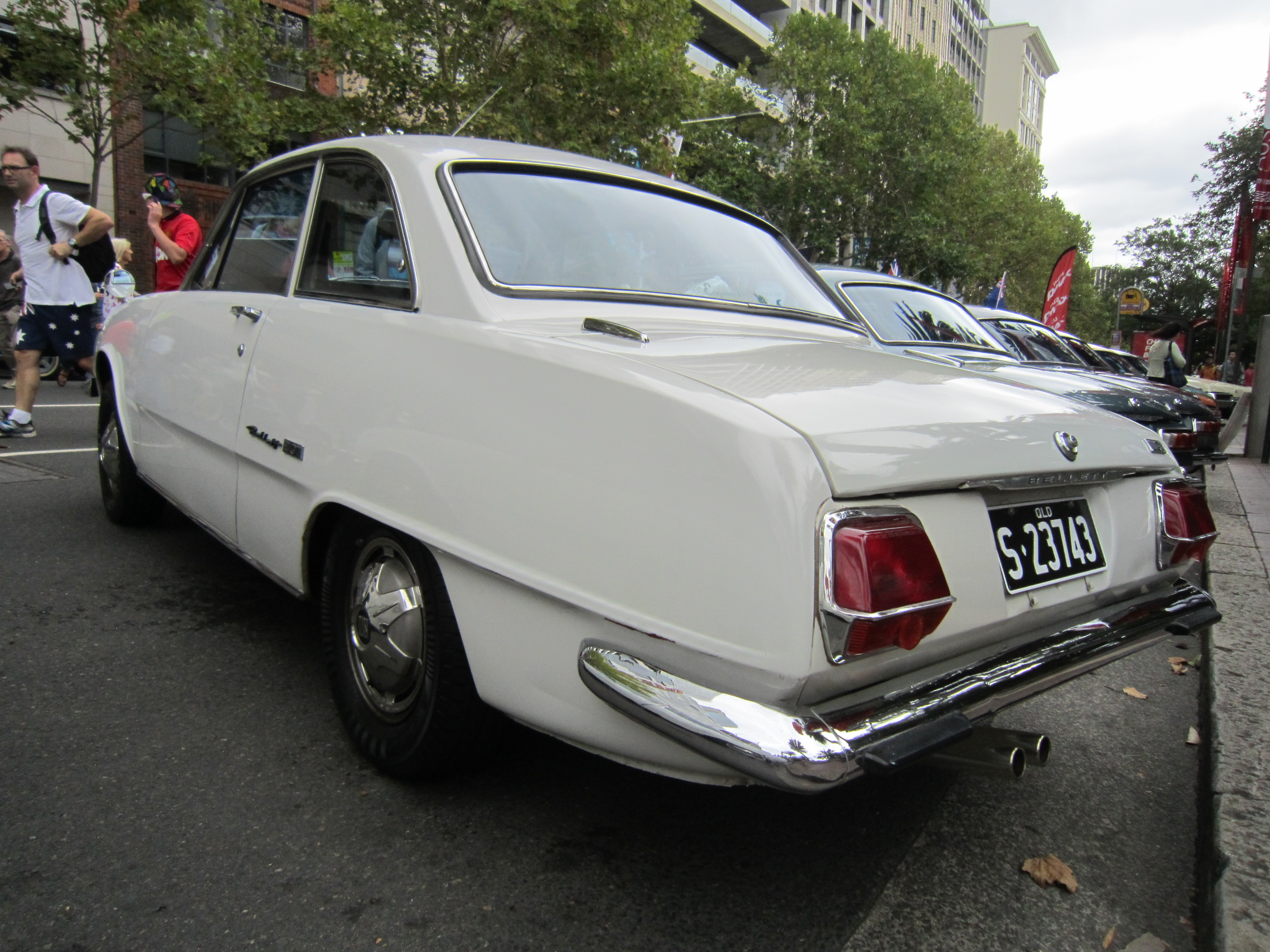
GT 初期型 リア
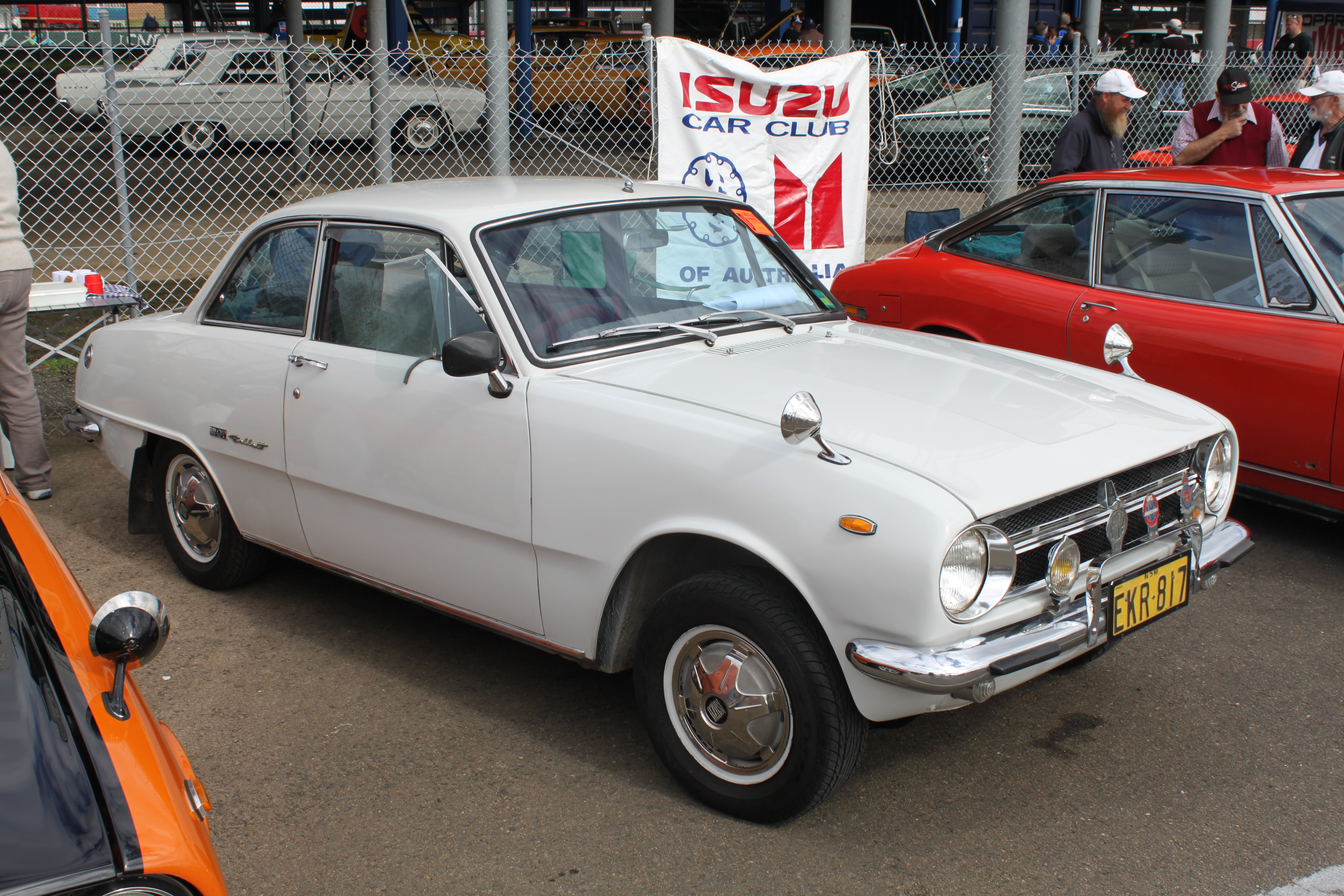
GT 1967年型（丸型2灯）
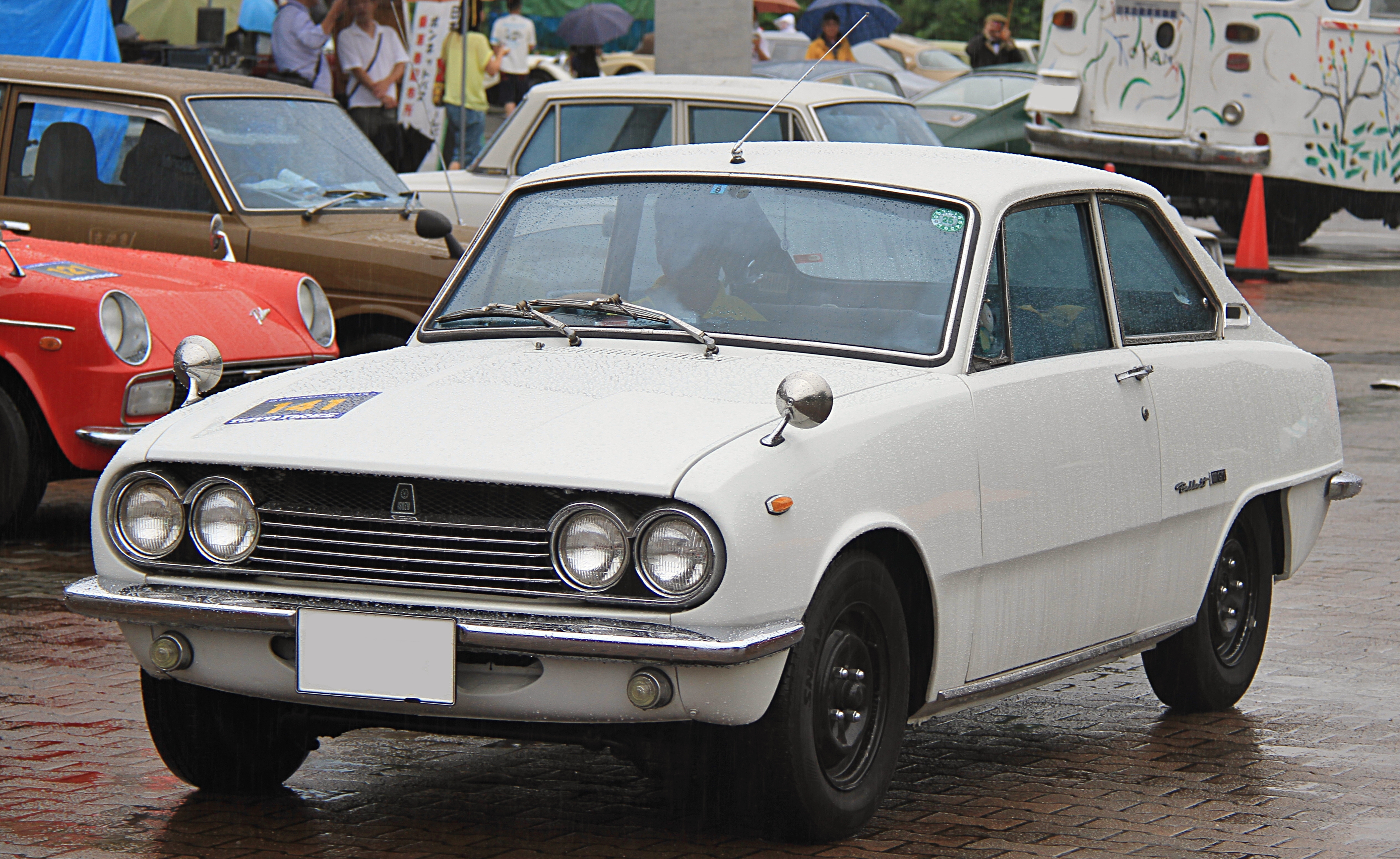
GT ファストバック
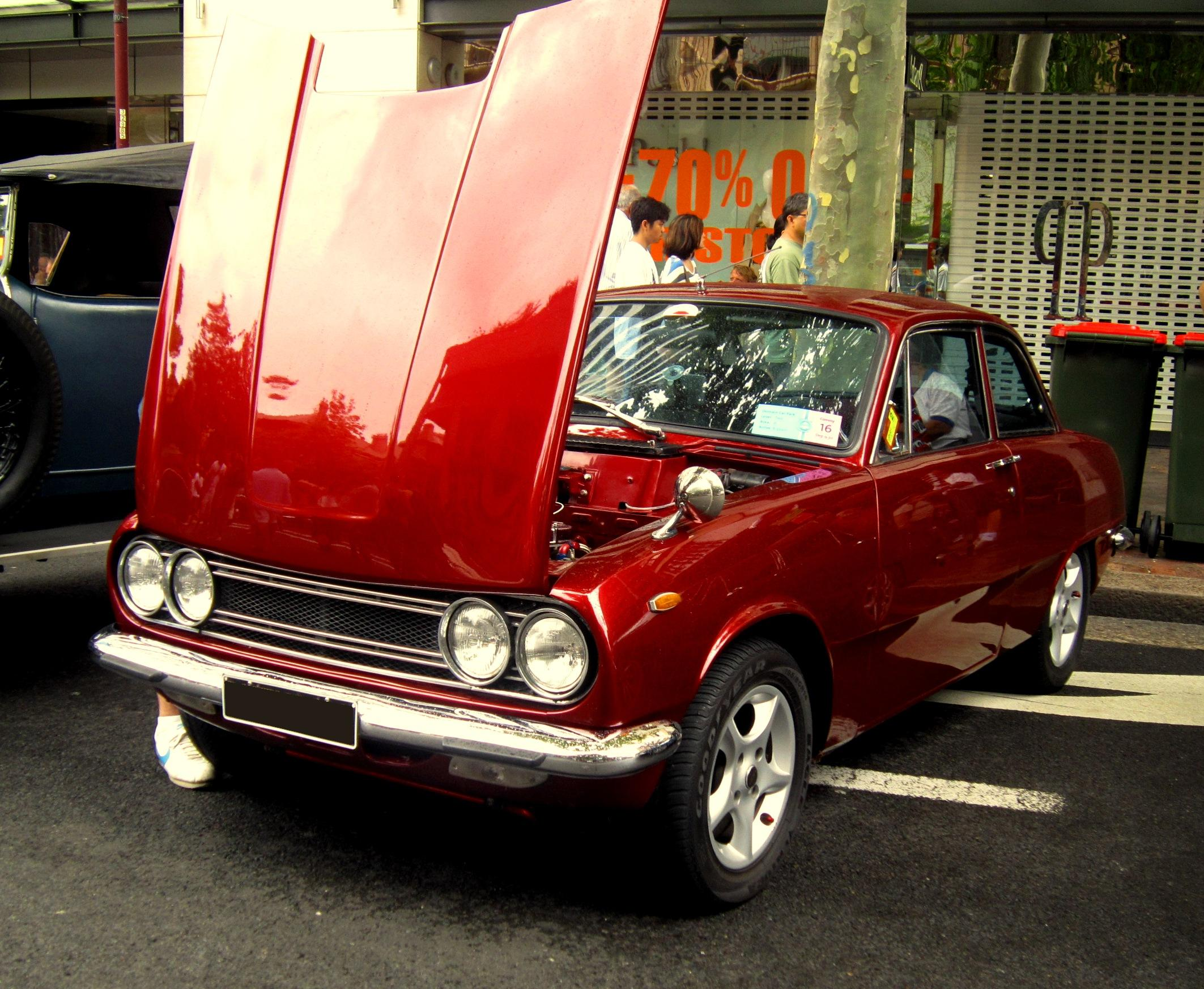
GT 中期型
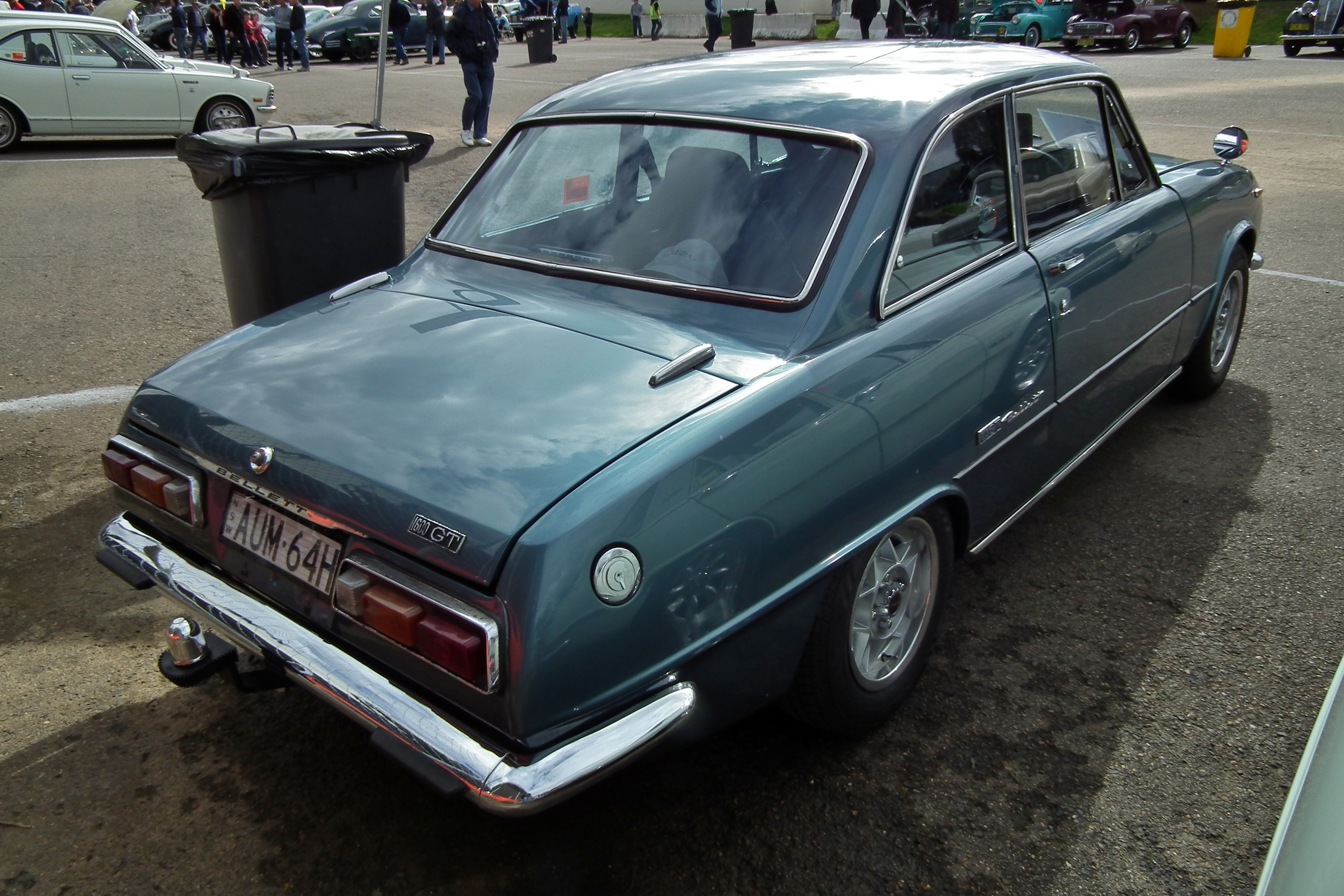
GT 中期型リア
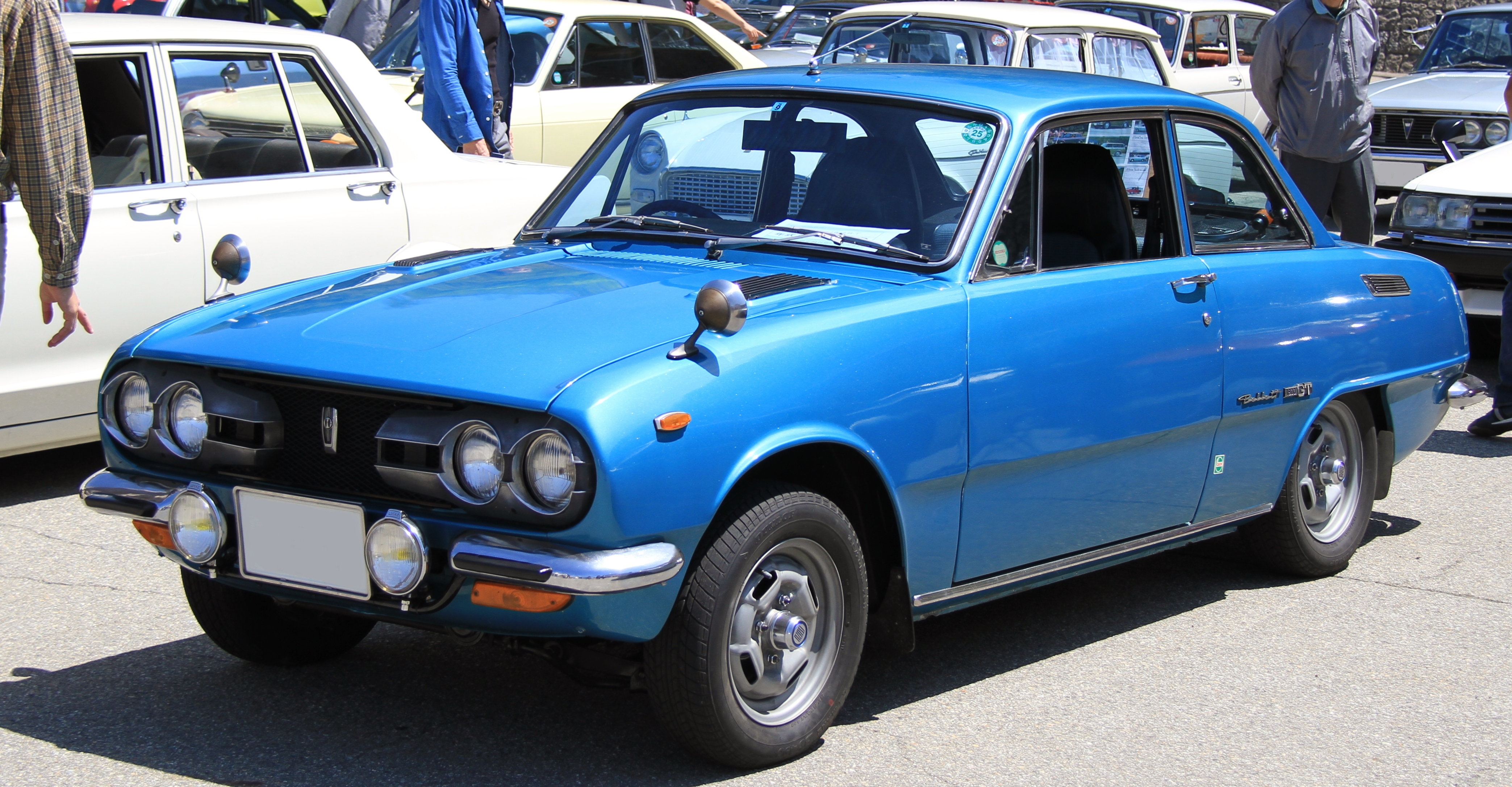
GT 最終型フロント （フロントバンパーはGT typeRのものに換装）
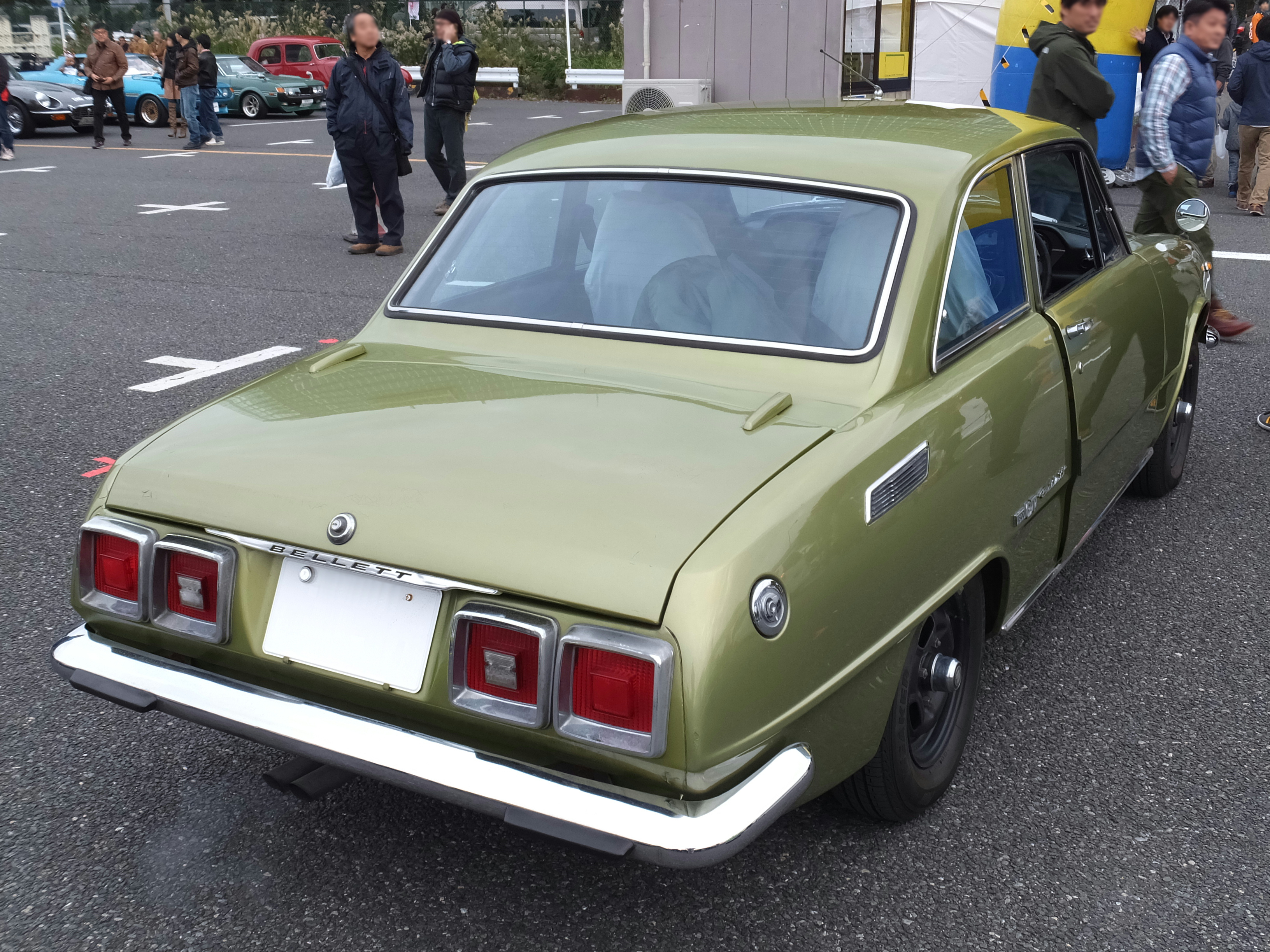
GT 最終型リア
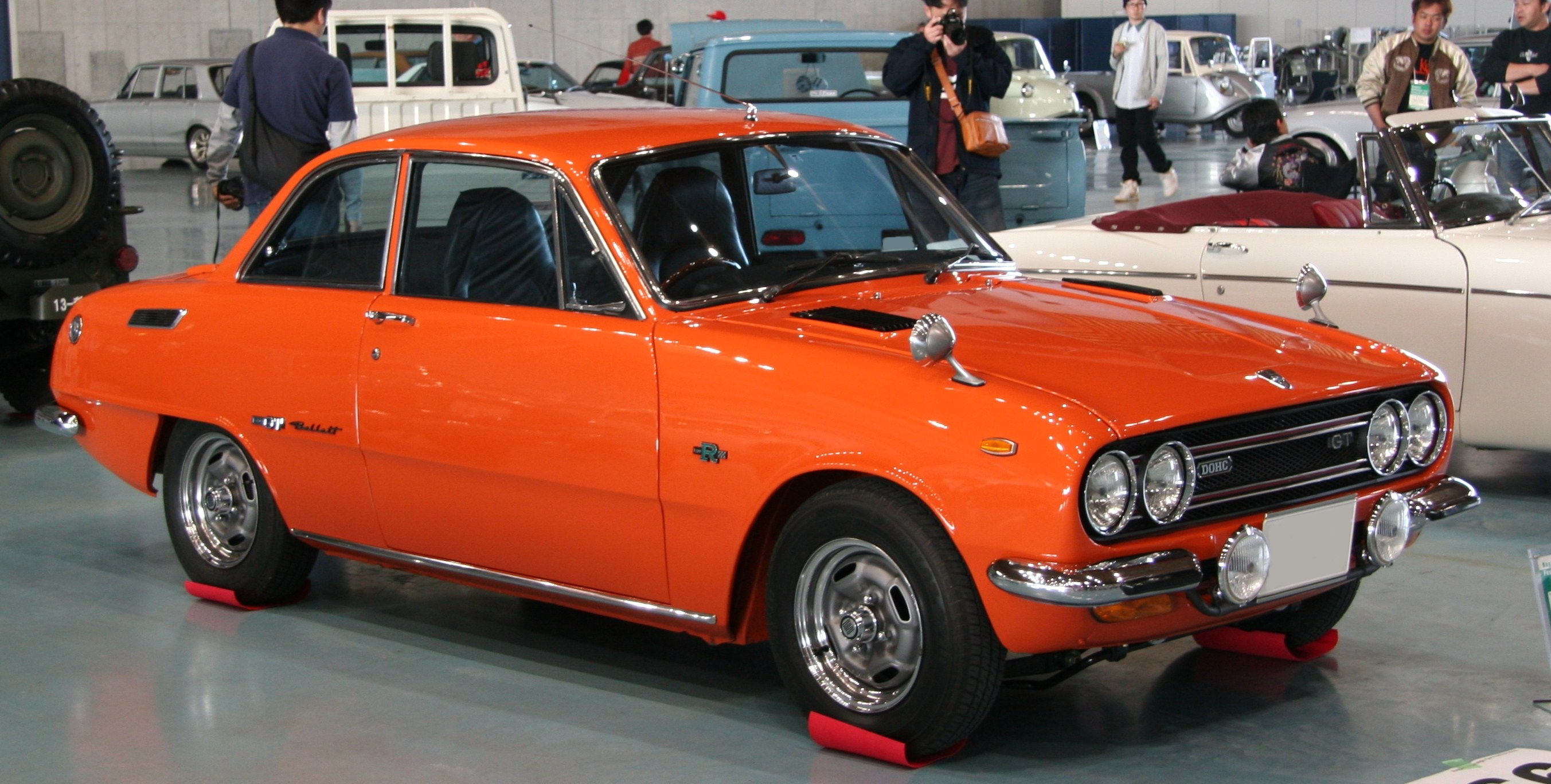
GTR 前期型
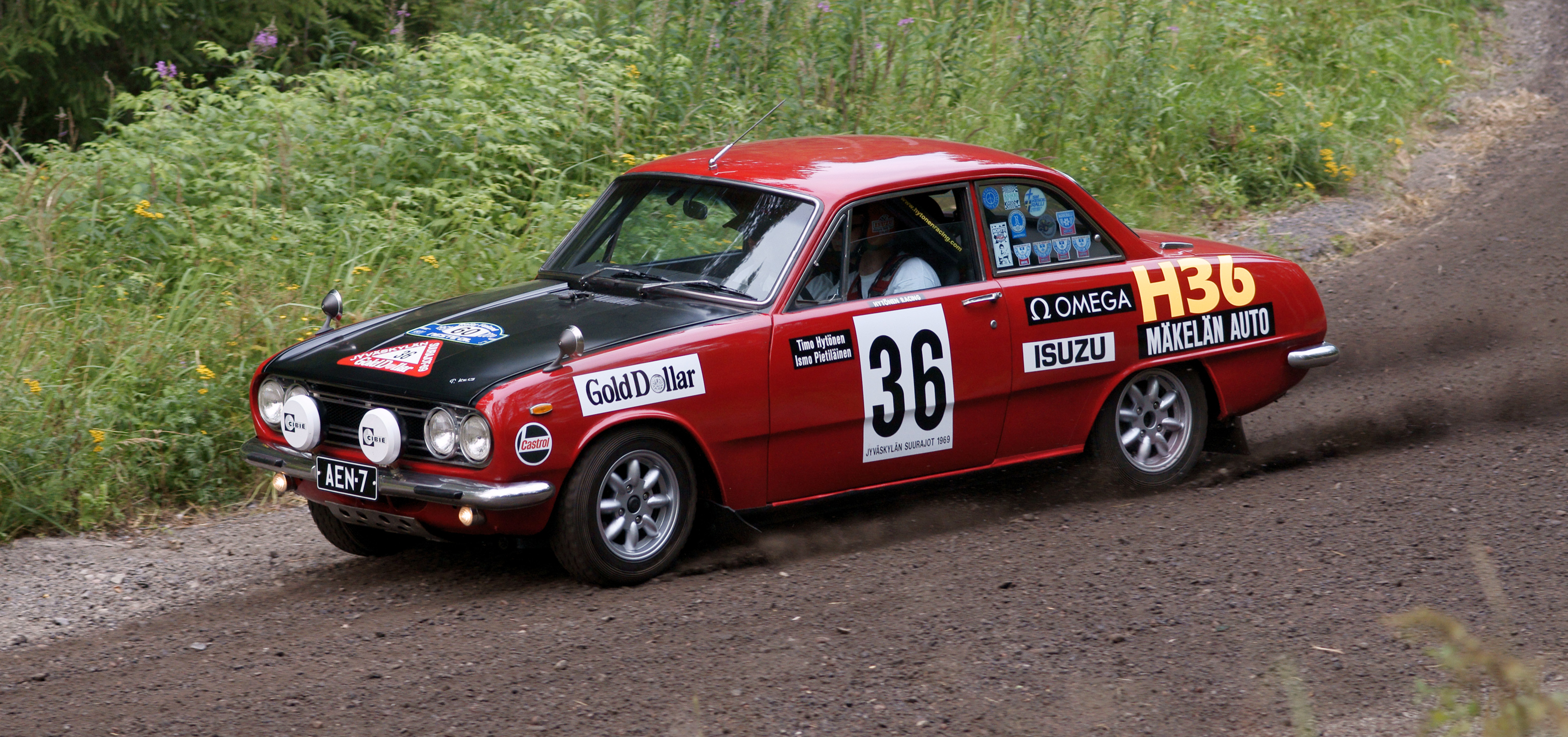
ラリー仕様車

### MX
1969年の東京モーターショーに「ベレットMX1600」として参考出品されたミッドシップエンジン・リアドライブモデル。市販車のベレットとは大きく異なるウェッジシェイプを基調としたデザインはイタリアのカロッツェリア・ギアによるもの。ボディはFRP製。レーシングカーの「いすゞR6」をベースに117クーペ用の1,600ccDOHCを搭載したツーシーターで3台が試作されていた。
翌1970年の東京モーターショーには、4灯ライト、フェンダーミラー、グリルなどを変更した二次試作車を出展。市販化を予定していたが、営業サイドの反対やマスキー法対策などによる諸事情で市販には至らなかった。